# Дахауэр, Вильгельм
Вильгельм Дахауэр (нем. Wilhelm Dachauer; 5 апреля 1881, Рид, Верхняя Австрия — 26 февраля 1951, Вена) — австрийский (в 1938—1945 годах германский) художник, участник венского Сецессиона, ректор Венской академии художеств, мастер почтовой миниатюры. Дахауэр — автор многих марок межвоенной Австрии, нацистской Германии и генерал-губернаторства на территории оккупированной Польши.

## Жизнь и творчество
Вильгельм Дахауэр родился в семье часовщика в Риде-ам-Иннкрайс. В подростковом возрасте он отправился на заработки в Вену, работал учеником маляра. В 1899 году он был принят в ученики Императорской академии искусств, в 1907 году окончил курс Академии. В молодые годы Дахауэр примыкал к венскому Сецессиону. В 1914—1918 годах Дахауэр служил медиком на итальянском и румынском фронтах Первой мировой войны. После войны он вернулся на несколько лет в Рид-ам-Иннкрайс и создал там серию портретов и аллегорических полотен. В 1930-е годы сюжеты и манера живописи Дахауэра оказались созвучными вкусам руководителей Третьего рейха. Дахауэр удачно продавал картины заказчикам из канцелярии Гитлера и Трудового фронта. В 1927—1945 годах Дахауэр служил профессором и ректором Венской академии. В предвоенный период Дахауэр занимался также плакатным искусством, росписями по стеклу, писал алтарные полотна.
Наибольшую известность мастеру принесла его деятельность как художника-создателя австрийских почтовых марок. Среди наиболее значимых его работ такого рода следует назвать почтовую серию по мотивам саги о Нибелунгах (1926, в стиле модерн), серию, посвящённую знаменитым полководцам (1935), серию, посвящённую известным изобретателям (1936) и врачам (1937). Марки серии о Нибелунгах были в 1926 году в Филадельфии признаны «прекраснейшими почтовыми марками мира». После аншлюса Австрии к нацистской Германии и захвата Польши последней в 1939 году Дахауэр становится автором многих марок как Генерал-губернаторства (на территории оккупированной Польши, так и собственно Германии. Дахауэр — соавтор германской стандартной серии 1941—1945 годов «Рейсхканцлер Адольф Гитлер». После окончания Второй мировой войны художник продолжил работать над выпуском марок для австрийской почты.
В Вене именем Дахауэра названа улица Вильгельм-Дахауэр-штрассе. В год столетия со дня рождения Дахауэра австрийская почта выпустила памятную марку в три шиллинга, воспроизводящую неопубликованный эскиз Дахауэра к серии «Нибелунги» 1926 года.

## Галерея
Образцы некоторых почтовых марок Австрии, Третьего рейха и Генерал-губернаторства (оккупированной Польши), автором которых был В.Дахауэр:

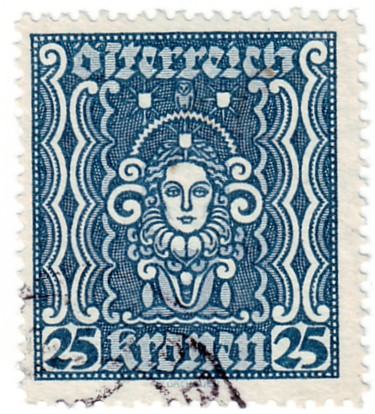
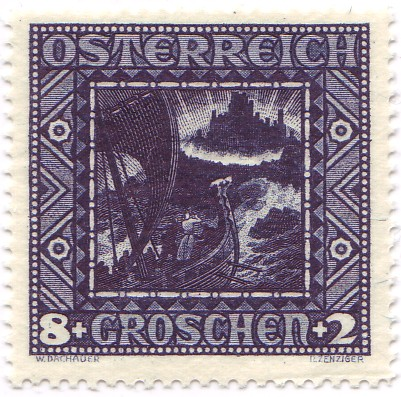
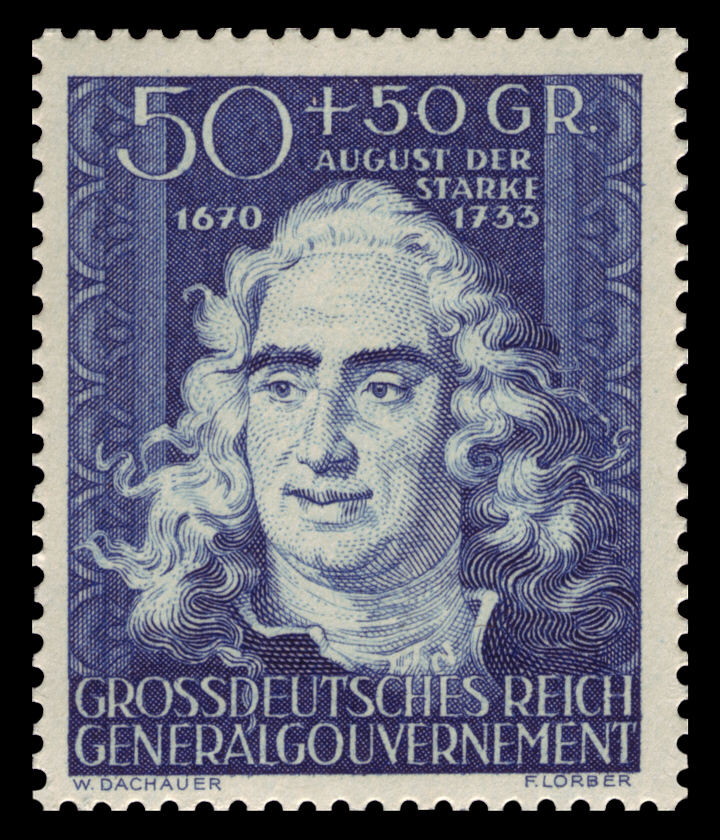
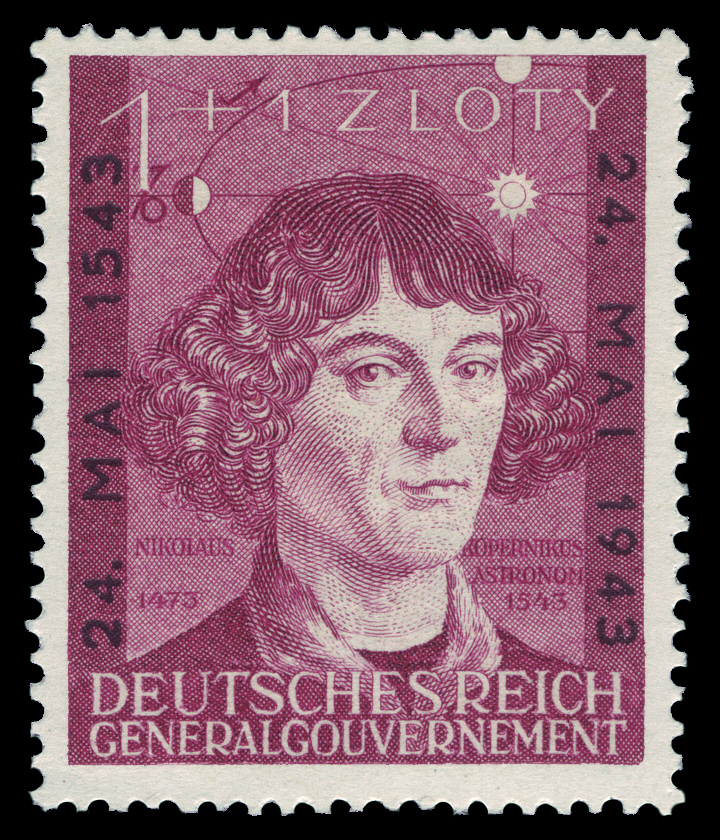